# A Christmas Carol (film 2004)
A Christmas Carol è un film fantasy statunitense per la televisione del 2004 diretto da Arthur Allan Seidelman, tratto dal musical del 1994 di Alan Menken basato sull'opera di Charles Dickens: Canto di Natale.

## Trama
Alla vigilia di Natale a Londra, Ebenezer Scrooge, un avaro prestatore di denaro in una casa di contabilità, non condivide l'allegria del Natale. Rifiuta un'offerta del signor Smythe, rimasto vedovo di recente, e di sua figlia Grace per pagare il funerale della signora Smythe, esprimendo il suo sostegno alle prigioni e alle case di lavoro per i poveri. Rifiuta l'invito di suo nipote Fred alla cena di Natale e accetta con riluttanza la richiesta del suo impiegato Bob Cratchit di avere il giorno di Natale libero poiché non ci saranno affari per Scrooge quel giorno. Mentre Scrooge esce per tornare casa, incontra tre persone - un accendino, un imbonitore e una vecchia cieca - e rifiuta le loro offerte per raccogliere denaro per beneficenza. Nella sua casa, Scrooge riceve la visita del fantasma del suo defunto socio in affari, Jacob Marley, condannato a vagare come uno spirito con addosso pesanti catene, e avverte Scrooge di ravvedersi altrimenti farà la sua fine. E lo informa che questa notte avrà la visita di tre spiriti.
All'una, Scrooge riceve la visita dello Spirito del Natale Passato, che lo riporta indietro nel tempo alla sua infanzia e alla prima età adulta. Visitano il tempo in cui suo padre John William fu mandato in prigione per non aver pagato i debiti, i suoi giorni solitari come operaio di una fabbrica di stivali e poi il suo tempo come impiegato sotto il signor Fezziwig. Fezziwig organizza una festa di Natale, dove Scrooge fa amicizia e si fidanza con una giovane donna di nome Emily. Tuttavia, il fantasma mostra a Scrooge come lui e Marley hanno scelto i soldi invece di Fezziwig e come Emily in seguito ha lasciato Scrooge dopo aver realizzato quanto fosse diventato duro di cuore. Il fantasma finalmente gli mostra quando Marley muore dopo aver lavorato troppo. Uno Scrooge devastato congeda lo Spettro mentre torna nel presente.
Alle due, Scrooge riceve la visita dell'allegro Spirito del Natale Presente che gli mostra le gioie e le meraviglie del giorno di Natale. Scrooge e il fantasma visitano poi la casa di Bob Cratchit, apprendendo che la sua famiglia, anche se povera, è contenta della loro cena. Scrooge ha poi pietà del figlio malato di Bob, Tiny Tim. Il fantasma poi commenta che il bambino potrebbe non sopravvivere fino al prossimo Natale. Scrooge e il fantasma poi visitano la casa di Fred, dove Fred spera che un giorno suo zio si unirà a loro come famiglia. Il fantasma gli mostra i mali di "Ignoranza" e "Miseria" prima che scompaia e Scrooge si ritrovi a casa sua.
Alle tre, lo Spirito del Natale Futuro si avvicina a Scrooge, apparendo come una donna silenziosa sotto le vesti di un mendicante. Il fantasma porta Scrooge in un cimitero, e l'uomo riconosce se stesso defunto mentre la sua governante, la signora Mopps, scambia i suoi averi con un losco figuro di nome Old Joe. Scrooge scopre quindi che Tim è morto e quando il fantasma indica la propria tomba giura di cambiare i suoi modi. Scrooge è circondato dai Cratchit, da Grace e dagli spiriti di sua madre e sua sorella, che lo incoraggiano a provare di nuovo amore e compassione. La tomba di Scrooge inizia a incrinarsi, suggerendo che il futuro ha già iniziato a cambiare, e Scrooge, fraintendendo che questo sia un segno che è condannato, cerca di correre mentre il fantasma del Natale futuro gli getta addosso le tende del suo letto.
Scoprendo che è il giorno di Natale, un allegro Scrooge decide di sorprendere la famiglia di Bob con una cena a base di tacchino e si avventura per diffondere felicità e gioia in tutta Londra. Dopo aver saldato il debito del signor Smythe, Scrooge incontra ancora una volta l'accendino, l'imbonitore e la donna cieca - che sono i fantasmi nelle loro forme umane - e li ringrazia. Scrooge va a casa dei Cratchit, dapprima assumendo un comportamento severo, e poi rivelando che intende aumentare lo stipendio di Bob e saldare il mutuo. Scrooge poi va a casa di Fred per festeggiare il Natale con il vicinato e i Cratchit.